# Maschinengeschirrspülmittel

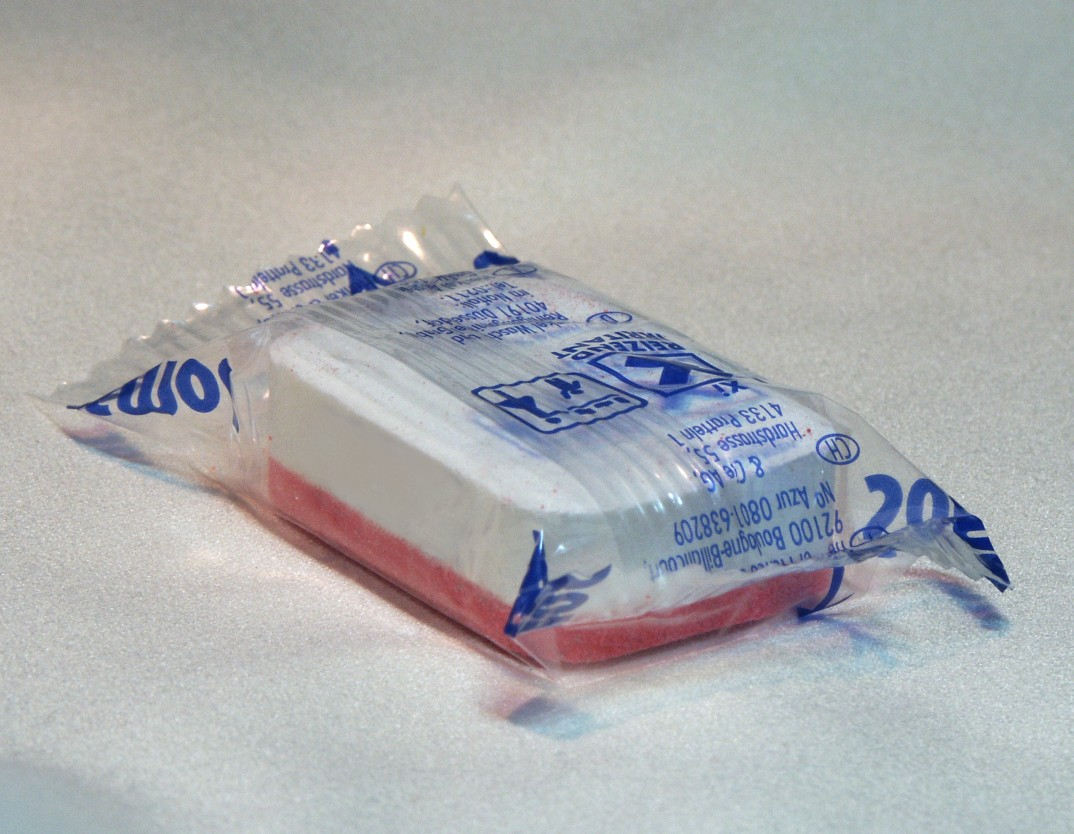
Spültab

Maschinengeschirrspülmittel sind Abwaschreinigungsmittel, die in Geräten zur maschinellen Reinigung von Koch- und Essgeschirr, Essbesteck und Küchenutensilien verwendet werden. Die Pressstücke davon werden im allgemeinen Sprachgebrauch auch „Tabs“ (als Kurzform von „Tablet(te)“) genannt und kommen in Geschirrspülmaschinen zum Einsatz. Im Jahr 2017 besaßen ca. 70 % aller deutschen Haushalte eine Geschirrspülmaschine. Drei Viertel von ihnen benutzten „Tabs“ und die übrigen pulverförmige Maschinengeschirrspülmittel. Pulverförmige Mittel sind individuell dosierbar, je nach Füllgrad und Verschmutzungsgrad der zu spülenden Teile.
Hauptwirkstoffe in konventionellen Maschinengeschirrspülmitteln sind Tenside im alkalischen Milieu (hohem pH-Wert); weitere Wirkstoffe sind Bleichmittel, Geschirrspülenzyme und andere waschaktive Inhaltsstoffe.

## Geschichte
Das erste Maschinengeschirrspülmittel war Calgonit, das 1929 im Unternehmen Joh. A.Benckiser GmbH entwickelt und vorerst nur für gewerbliche Kunden zur Flaschenreinigung eingesetzt wurde. Erst 30 Jahre später (1960) präsentierte Benckiser ein Maschinengeschirrspülmittel in Pulverform für den Hausgebrauch. 1987 entwickelte Dennis W. Weatherby bei seiner Arbeit für Procter & Gamble das pulverförmige Maschinengeschirrspülmittel Cascade mit Bleichmittel. Benckiser stellte 1990 das erste Produkt in Tablettenform und 1995 den ersten „2-in-1“-Reiniger.
Laut Bundeskartellamt haben die Verbraucher jahrelang überhöhte Preise für Spülmaschinen-Tabs gezahlt. Die Hersteller Henkel und Reckitt Benckiser hatten ein Duopol und Preiserhöhungen von 2005 bis 2007 abgesprochen.
Weltweit bedeutende Hersteller sind unter anderem Henkel (Somat), Reckitt Benckiser (Finish), Dalli-Werke (Handelsmarken), Procter & Gamble (Cascade), Ecover und Ecolab.

## Mehrphasen-Tabs

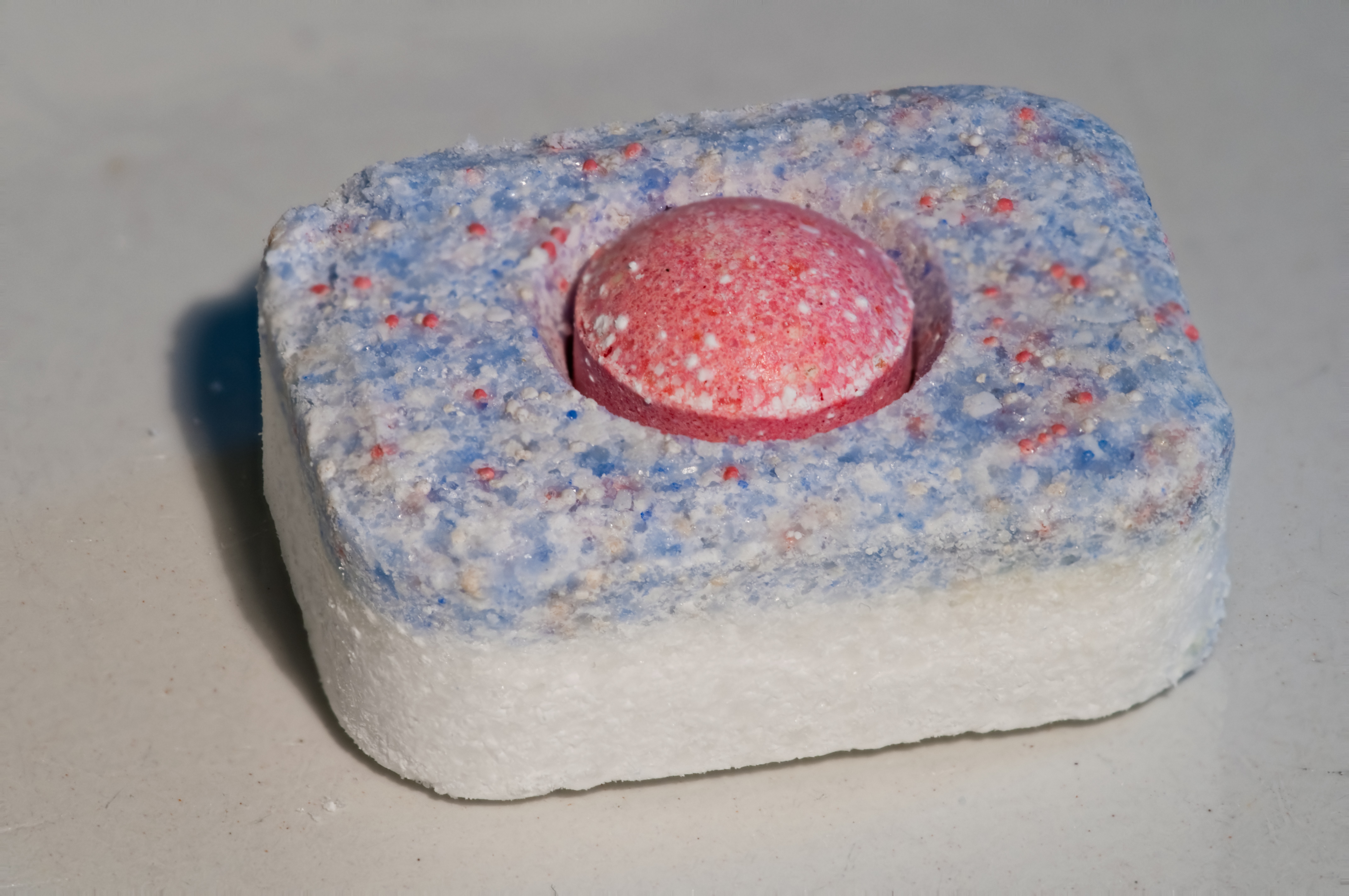
Mehrphasen-Tab, hier „MaxIn1“

Häufig werden Spülmaschinenreiniger im Handel als Mehrphasen-Tabs angeboten.
- 2-in-1: Diese enthalten neben dem Geschirrreiniger noch zusätzlich Klarspüler,
- 3-in-1: mit zusätzlichem Wasserenthärter (auch als „Salzersatz“ beworben),
- 4-in-1: mit zusätzlichem Glasschutz[5]
- 5-in-1: mit zusätzlichen Bleichmittelaktivatoren (Spülkraftverstärker),
- 7-in-1: mit zusätzlichem Edelstahlglanz und „Power-Entkruster“,
- noch „höherwertige“ Spülmaschinenreiniger werden mit zum Teil allgemeingültigen Eigenschaften („Fettlösekraft“, „Reinigungsverstärker“) beworben, die Tabs mit „weniger“ aufgezählten Vorteilen ebenfalls erbringen können, beispielsweise:
  - „11-in-1-Geschirrreiniger-Tabs“: mit „Reiniger, Klarspüler, Glasschutz, Salzfunktion, Edelstahlglanz, Reinigungsverstärker, Niedrigtemperatursystem, Schnell-Trocken-Formel, Geruchsneutralisierer, Fettlösekraft, Silberschutz“[6]

Ein Nachteil von Tabs ist, dass eine individuelle Dosierung kaum möglich ist. So lösen sie sich bei Kurzzeitprogrammen nicht vollständig auf und sie versetzen grundsätzlich jedes (also auch weiches Wasser) unnötig mit Enthärtern. Einzeln verpackte Tabs implizieren vermeidbaren Müll.

## Inhaltsstoffe
Zur Wasserenthärtung werden Maschinengeschirrspülmitteln auch Enthärtersalze zugesetzt. Diese binden Härtebildner im Gegensatz zu Ionenaustauschern durch dauerhafte chemische Bindung; es entstehen wasserlösliche Chelatkomplexe der härtebildenden Erdalkaliionen (hauptsächlich Calcium- und Magnesiumionen), siehe dazu Wasserhärte. Vor der Umsetzung der Detergentienverordnung wurden (Alkali)Polyphosphate eingesetzt, seit dem 1. Januar 2017 enthalten Maschinengeschirrspülmittel im EU-Raum phosphatfreie Enthärter, beispielsweise
- Citrate,[9][10]
- Zeolithe
- Polycarboxylate,[11]
- Asparaginsäure und Polyaspartate (beispielsweise Tetranatriumiminodisuccinat)
- Tetrasodium-etidronate[12], Salze der Etidronsäure, einer chemischen Verbindung aus der Gruppe der Bisphosphonate, soll nicht verwechselt werden mit EDTA.

Beispiele von sonstigen Inhaltsstoffen:
- alkalisch wirkende Reiniger, wobei deren Mengenverhältnisse den pH-Wert beeinflussen, beispielsweise:
  - Soda (Natriumcarbonat-Decahydrat),[13]
  - Dinatriumdisilikat[13] und
  - Trinatriumcitrat
  - Natriumhydroxid[14],
- Bleichmittel, z. B. Natriumpercarbonat[13] oder Natriumperborat(dihydrat)[15] entfernen nicht auswaschbare farbige Verschmutzungen, sie oxidieren oberhalb von 60 °C beispielsweise Huminsäuren (Vorkommen in Kaffee, Tee, Kakao etc.), Gerbstoffe (Vorkommen in Rotwein und Tee), Anthocyanfarbstoffe (Vorkommen in Beeren)[16] in Kombination mit:
- Bleichmittelaktivatoren (Spülkraftverstärker), die eine oxidative Bleiche auch unterhalb von 60 °C ermöglichen,[16] wie beispielsweise
  - TAED[13] als Aktivator,
  - Phosphonate,[17] die als Bleichmittelstabilisatoren (siehe auch Stabilisatoren), Komplexbildner (für gelöste Metalle, die das Peroxid inaktivieren könnten) und Enthärter wirken.[18]
  - Manganverbindungen (Lindbergit, Manganoxalat-Dihydrat, Manganacetat oder Mangan-haltige Übergangsmetallkomplexe oder Metallionen/Chelatbildner-Kombinationen) als Katalysatoren im Bleichprozess[19]
- nichtionische Tenside,[20] wie etwa
  - Polyglykolether auch Alkoholethoxylat genannt (Strukturformel R-(O-C2H4)-OH ).[21]
  - Polyethylenglykole (PEG)[13] als Waschmittel und als Bindemittel für enthaltene Enzyme[13]
- Enzyme,
  - Proteasen[17] für die Entfernung von eiweißhaltigen Speiseresten,
    - beispielsweise Subtilisin[22], es gilt als Reinsubstanz als reizend, gesundheitsschädlicher Stoff[23] und „sehr giftig für Wasserorganismen“[24]

  - Amylasen[13] gegen stärkehaltige,
  - Lipasen gegen fetthaltige Speisereste.
- Gerüststoffe (englisch „builder“) unterstützen die Wirkung von waschaktiven Substanzen, indem sie beispielsweise Wasser enthärten, zur Einstellung des optimalen pH-Wertes dienen, das Schmutztragevermögen erhöhen, früher wurde dazu meist Pentanatriumtripolyphosphat, heutzutage eher Zeolithe und Polycarboxylate (Mischpolymerisate aus Acrylsäure und Maleinsäure) eingesetzt[25]
- Aminosäure-Verbindungen (beispielsweise von Serin, Threonin, Ornithin, Arginin, Lysin, Asparagin, Glutamin, Phenylalanin, Tyrosin, Glycin, Alanin, Valin, Leucin und Isoleucin), wie häufig Glycin- oder Alanin-Derivate, als Ersatz für Enzyme, als Gerüstsubstanzen und zur pH-Wert-Einstellung;[26] schwefelhaltige Aminosäuren würden auf Silberbesteck unlösliche Silbersalzbeläge bilden[26]
- Benzotriazol oder andere Triazole[13] als Korrosionsinhibitor,[27] bildet, obwohl es selbst gut wasserlöslich ist, auf Metallen einen wasserunlöslichen schützenden Film
- Mittel gegen Glaskorrosion wie etwa Zinksulfat (das sich in der alkalischen Lösung zu unlöslichem Zinkhydroxid und löslichen Hydroxo-Zink-Komplexen umsetzt, die wiederum angeblich als Glaskorrosionsschutzmittel wirken).[28] Es gibt auch andere Verfahren um Glastrübungen zu vermeiden.[29] Ein niedriger pH-Wert und geringer Salzgehalt der Flüssigkeit und eine hohe Temperatur beschleunigen die Korrosion. So bewirkt weicheres Wasser im Geschirrspüler eine höhere Herauslösung von Mineralstoffen aus der Oberfläche.[30]
- Triethanolamin als Lösungsvermittler oder bei gelförmigen Produkten zusätzlich als Verdicker.[31]
- Farbstoffe zur optischen Attraktivierung der Tabs (psychologische Wirkung, Produktdesign), ohne Waschwirkung
- Parfumstoffe, um üble Gerüche von abgestander Lauge im Pumpensumpf, aber auch um den Eigengeruch zu überdecken[14]
- Carbonsäuren, vor allem Citronensäure oder deren Salze (Citrate), puffern hohe pH-Werte ab und dienen zur Komplexbildung von Calcium- und Magnesiumionen (Härtebildnern).
- Wenn (außerhalb des EU-Raums) Phosphate enthalten sind beispielsweise Pentanatriumpolyphosphat;[13] Phosphate halten die Schmutzpartikel in Lösung und sorgen dafür, dass sich die Schmutzpartikel nicht auf dem Geschirr absetzen[32], wirken aber auch als Enthärter (d. h. Komplexierung von Erdalkalimetallionen).[14] Weil sie das Abwasser mit löslichen Phosphaten aufdüngen, wurden sie ersetzt. Typische Rezepturen von kompakten und tablettenförmigen Maschinengeschirrspülmittel enthielten 30 bis 60 % Phosphat.

Sogenannte „ECO-Programme“ nutzen die auch bei herkömmlichen Spülmaschinenreinigern enthaltenen Enzyme. Bei diesen längeren Waschprogrammen mit geringerer Temperatur wirken die Enzyme, bei Kurzzeitprogrammen sind höhere Waschtemperaturen und aggressivere Waschmittel notwendig, bei denen aber die Enzyme denaturiert werden. Aktuelle Mehrphasen-Tabs enthalten meist beiderlei Reinigungssysteme.

## Auswirkungen auf die Umwelt
Alle Reinigungsmittel gelangen nach der Verwendung in die Kanäle bzw. Kläranlagen und Fließgewässer und verursachen dort Kosten und Umweltschäden.
Vorgefertigte Standard-Tabs beinhalten eine Dosierung, die für alle Wasserhärte-Grade des Verkaufsgebietes ausreichen und verhindern so eine geringere Dosierung bei geringerer Wasserhärte oder bei geringem Verschmutzungsgrad des Geschirrs, sie lassen sich aber mithilfe eines Messers portionieren. Die wirtschaftlichen Interessen der Reinigungsmittelproduzenten (Absatzförderung d. h. Mehrverkauf durch vorgegebene „quasi vorgeschriebene“ Packungsgrößen) stehen hier im Gegensatz zur Vermeidung von unnötiger Chemikalienfreisetzung und zu den Notwendigkeiten der Umweltschutzvorsorge. Eine Reduktion ist nur durch Verwendung von einzeln eingeschwemmten Baukastenmitteln mit entsprechend angepassten Spülmaschinen möglich.
Die Einzelverpackungen (Portionsverpackungen) von Tabs und Umhüllungen werden als unnötiger Müll gesehen, eine luftfeuchtigkeitsdichte Grundverpackung und die Entnahme mit einem Bestecklöffel zur einfachen Handhabung ohne Berührung würden genügen. Die gelegentlich angebotenen wasserlöslichen Verpackungen aus Polyvinylalkohol-Folie vereinfachen zwar die Handhabbarkeit, die wasserlöslichen Hüllsubstanzen belasten aber auch die Abwässer.
Der Korrosionsinhibitoren Benzotriazol und Tolyltriazol sind relativ gut wasserlöslich, aber schwer abbaubar und stehen unter dem Verdacht, als endokriner Disruptor zu wirken. Sie werden in Kläranlagen nur zu einem kleinen Anteil eliminiert und gelangen in großen Mengen in Flüsse, Seen und Meere.
Phosphonate und auch Ethylendiamintetraessigsäure(EDTA)-Metallkomplexe sind ebenfalls biologisch schwer abbaubar und reichern sich daher in der Umwelt an.
Ein Test der Stiftung Warentest im Jahr 2015 hat gezeigt, dass einige phosphatfreie Spülmaschinentabs bereits eine vergleichbar gute Reinigungswirkung erzielen wie phosphathaltige Mittel. Die EU hat die Verwendung von Phosphaten in Geschirrspülmitteln ab Anfang 2017 stark begrenzt; im Zuge der Umstellung kam es daher gegen Ende des Jahres 2016 zu erheblichen Produktänderungen in den Supermarktregalen.

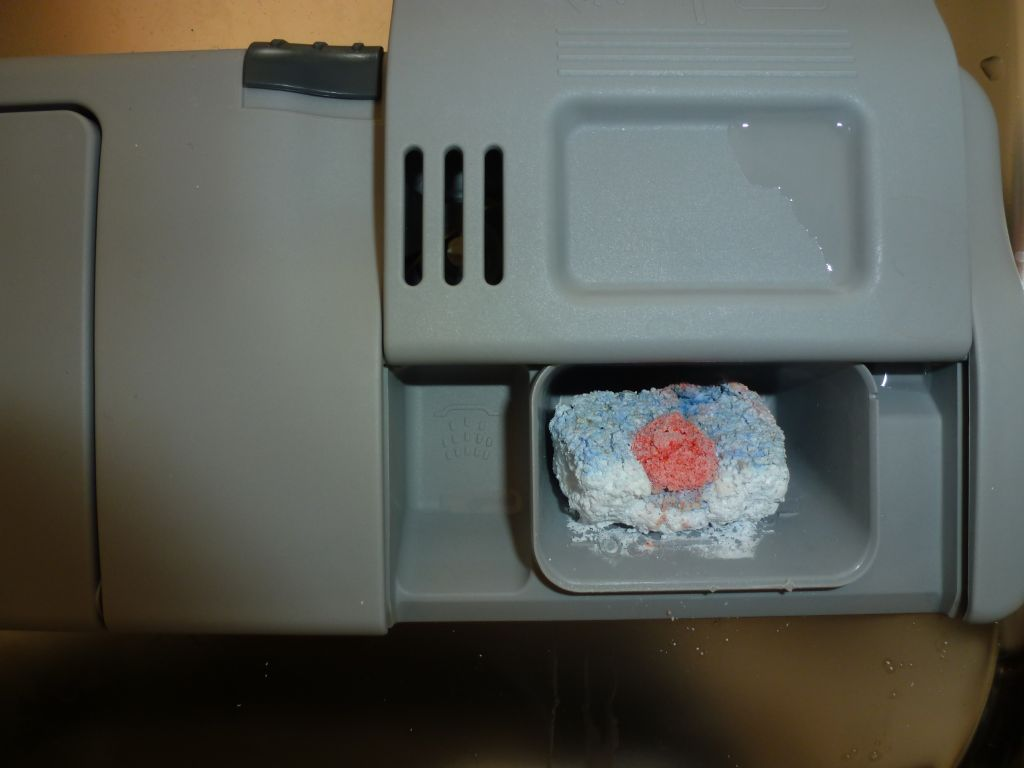
Nicht komplett aufgelöster Tab

### Unnötiger Chemikalieneinsatz und -verbrauch
Bei Standard-Spülmaschinen wird das harte Leitungswasser nach dem Abzapfen durch Ionenaustauscher-Patronen gepumpt; dort werden die bei Waschprozessen störenden gelösten Erdalkaliionen entfernt, das Wasser wird „enthärtet“ (Kennzeichen: Solche Ionenaustauscher benötigen zur Regenerierung Regeneriersalz). Das so enthärtete Wasser wird in den Innenraum der Spülmaschine gesprüht. In solchen Maschinen bleiben im Normalbetrieb Enthärtersubstanzen, die dem Maschinengeschirrspülmittel beigefügt sind, unverbraucht und wirkungslos, ein bereits durch einen Ionenaustauscher enthärtetes Spülwasser braucht nicht und kann gar nicht doppelt enthärtet werden. Dieser Spülmittelanteil wurde daher überflüssigerweise gekauft und belastet nur unnötig die Umwelt.
Die in einem Tab enthaltene Enthärtermenge muss sich am durchschnittlich härtesten natürlichen Wasser orientieren. Ist das Wasser weich (von Natur aus oder weil es durch ein Enthärtersystem enthärtet wurde) wird der Enthärter in jedem Fall überdosiert. Existiert kein Ionenaustauschersystem und ist das Leitungswasser besonders hart, wird üblicherweise – ähnlich wie bei Waschmitteln zur Verbesserung der Waschwirkung bei extra hartem Wasser – der Spülmittelzusatz im Gesamten erhöht; damit erhöhen sich auch die Anteile der anderen Reiniger, die aber dann selbst überdosiert und nutzlos sind.
Der Fachjargon Carry-over-Effekt bezeichnet die gewollte oder ungewollte Verschleppung von gelösten Reinigungsmitteln in den nächsten Waschgang durch Restmengen im Pumpensumpf (dem tiefsten Teil des Pumpsystems, der von der Pumpe nie restentleert werden kann). Pulverförmige Maschinengeschirrspülmittel und leichtlösliche Tabs nutzen diesen Effekt, damit im zweiten Spülgang noch benötigte Substanzen (beispielsweise noch wirksamer Enthärter oder Klarspüler) zur Verfügung stehen. Dazu muss bereits im Hauptspülgang die Konzentration dieser benötigten Substanzen so hoch sein, dass die im Pumpensumpf verbleibende Menge für die Verdünnung im zweiten Spülgang ausreicht. Der Großteil dieser erst im zweiten Spülgang benötigten Substanzen wird aber – ungenutzt – bereits nach dem ersten Spülgang abgepumpt. Auch dieser Spülmittelanteil wurde überflüssigerweise gekauft und belastet nur unnötig die Umwelt.
Zur Verminderung der ungenutzt abgepumpten Chemikalien wird von moderneren Spülmaschinen Klarspüler extra aus einem Rerservoir erst beim letzten Spülgang eingespült. In diesem Fall ist trägt der im Spülmittel enthaltene Klarspüler (nicht-ionische Tenside) lediglich zur Reinigung bei. Für solche Maschinen eingesetzte Spülmittel sollten daher keine Klarspüler enthalten.
Weil Maschinenfüllung, Menge der Verschmutzungen, Art des Geschirrs, Temperatur und Programmdauer stark variieren können, werden mitunter nicht alle in einem Tab oder im Pulver enthaltenen Stoffe tatsächlich benötigt und bleiben unter Umständen nach dem letzten Spülgang in Spuren auf dem Geschirr. Generell wären Baukastensysteme (siehe dazu auch Waschmittel#Baukastenwaschmittel), die je nach lokaler Wasserhärte und im konkreten Spülgang vorhandener Verschmutzung individuell dosiert werden können, für die Umwelt die beste Lösung.